# Rada Pomocy Żydom

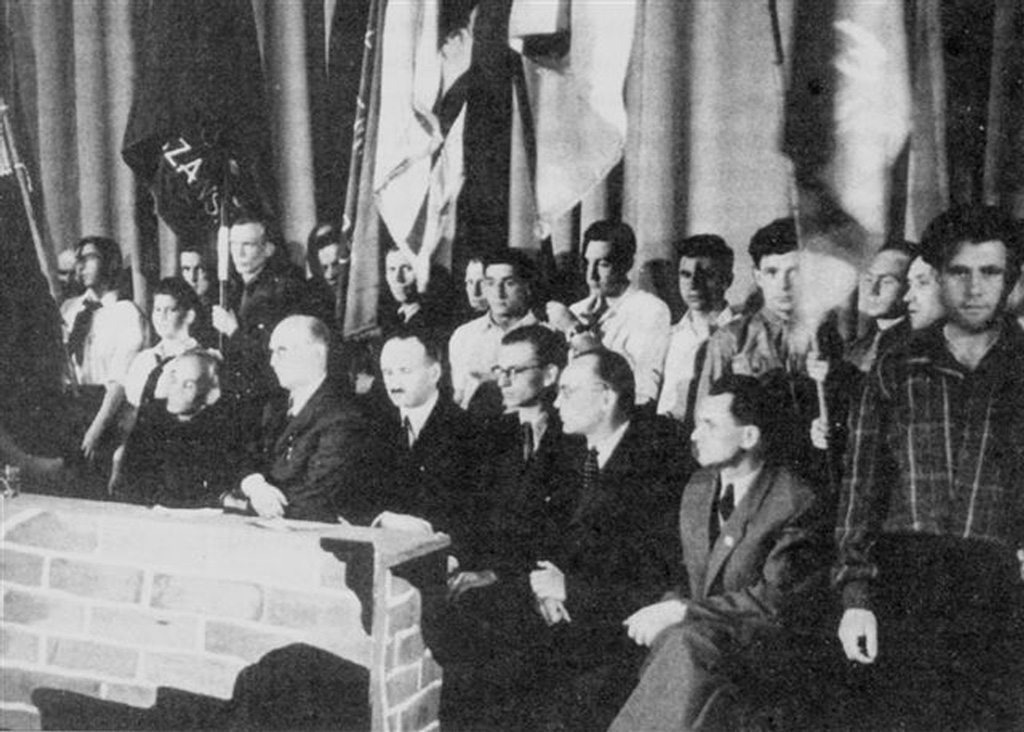
Działacze RPŻ podczas obchodów trzeciej rocznicy powstania w getcie warszawskim, kwiecień 1946. Obecni: (od prawej) Piotr Gajewski, Marek Ferdynand Arczyński, Władysław Bartoszewski, Adolf Berman, Tadeusz Rek

Rada Pomocy Żydom przy Delegaturze Rządu RP na Kraj – polska humanitarna organizacja podziemna działająca w latach 1942–1945, jako organ polskiego rządu na uchodźstwie, której zadaniem było organizowanie pomocy dla Żydów w gettach oraz poza nimi. Rada działała pod konspiracyjnym kryptonimem „Konrad Żegota”, skracanym często do „Żegota” .

## Nazwa
Kryptonim Konrad Żegota wymyślony przez Zofię Kossak-Szczucką, pochodzi od imion dwóch konspiratorów z III części Dziadów.

## Geneza

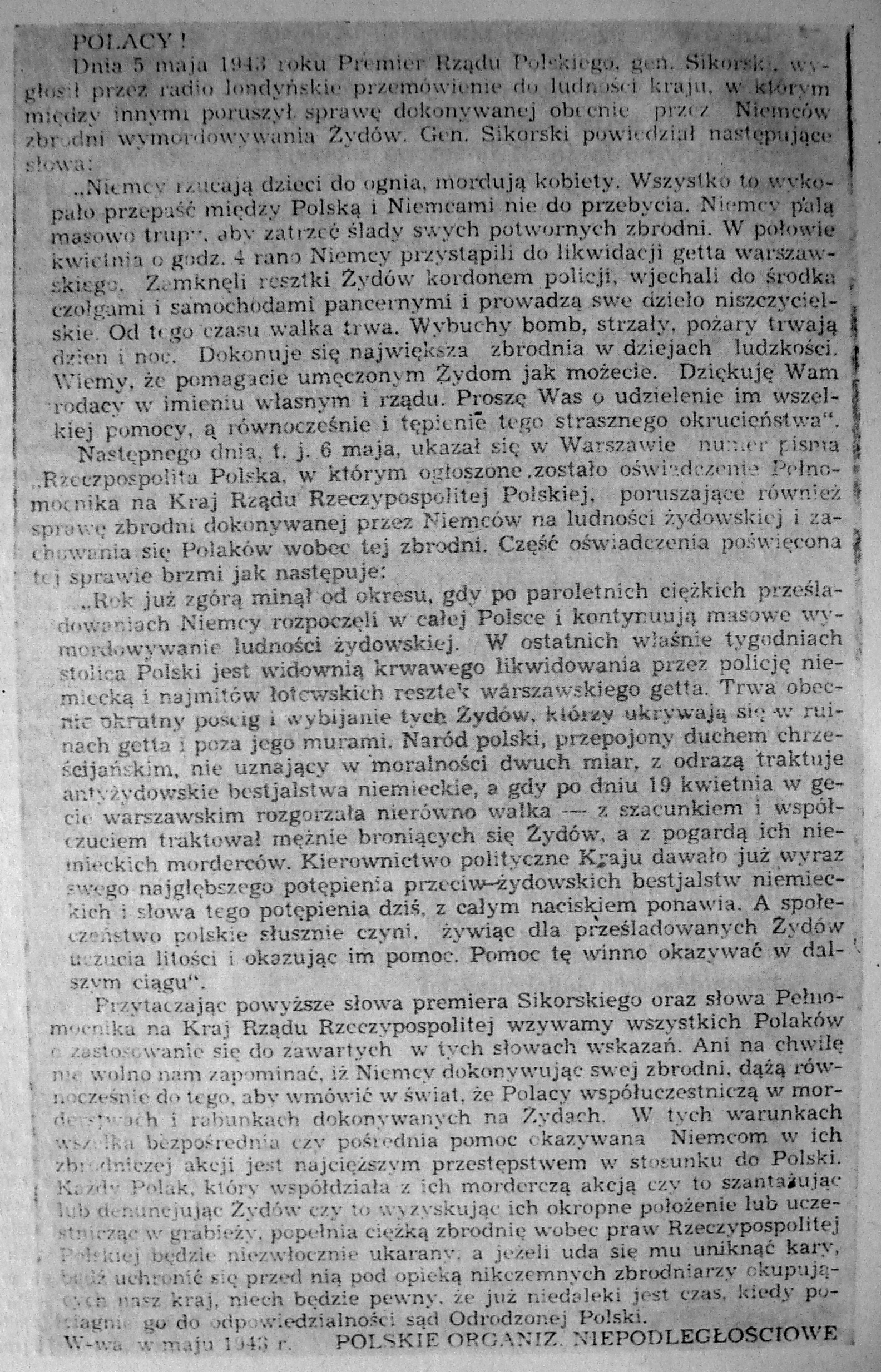
Ulotka wydana w Warszawie w maju 1943 roku z apelem Władysława Sikorskiego o pomoc Żydom oraz potępieniem Polaków pomagającym Niemcom z podpisem Polskie Organizacje Niepodległościowe

W grudniu 1941 roku Niemcy rozpoczęli akcje masowej eksterminacji ludności żydowskiej w obozach koncentracyjnych (tzw. Akcja Reinhardt). 22 lipca 1942 roku rozpoczęto akcję deportacyjną ludności żydowskiej z getta warszawskiego do obozu zagłady w Treblince.
Referat Żydowski w Wydziale Informacji Biura Informacji i Propagandy Komendy Głównej Armii Krajowej systematyczne zbierał informacje o losach polskich Żydów od 1941 roku. Zajmowali się tym m.in. Stanisław Herbst, Ludwik Widerszal i Henryk Woliński (kierownik Referatu), a pracami kierował szef Wydziału Informacji, Jerzy Makowiecki. Pomoc udzielana Żydom w tym okresie miała charakter spontaniczny, nie była organizowana przez państwo podziemne.
11 sierpnia 1942 roku, podczas trwania akcji wywózki Żydów z warszawskiego getta do obozów koncentracyjnych, polska pisarka Zofia Kossak-Szczucka będąca wówczas przewodniczącą Frontu Odrodzenia Polski (kontynuacji przedwojennej Akcji Katolickiej), wystosowała publiczny apel przeciwko prześladowaniom Żydów pod tytułem „Protest!”. Wyrażał on zdecydowaną niezgodę polskich środowisk katolickich wobec holocaustu Żydów odbywającego się na terenie okupowanej Polski. Protest wydano konspiracyjnie w nakładzie 5000 egzemplarzy.
Dnia 27 września 1942 roku powołano Tymczasowy Komitet Pomocy Żydom im. Konrada Żegoty, założony przez Zofię Kossak-Szczucką i Wandę Krahelską-Filipowicz. 4 grudnia 1942 w jego miejsce powołano Radę Pomocy Żydom przy Delegaturze Rządu RP na Kraj. Kossak-Szczucka nie weszła w końcu w skład RPŻ powołanej 4 grudnia. Uważała, że organizacja powinna być prowadzona wyłącznie przez Polaków, a nie wspólnie przez Polaków i Żydów. Twierdziła także, że lepszą formą pomocy jest pomoc spontaniczna, bez rygorów organizacyjnych.

## Skład rady
Pierwszym jej przewodniczącym został polityk Polskiej Partii Socjalistycznej Julian Grobelny, jego zastępcami Tadeusz Rek, reprezentujący Stronnictwo Ludowe i Leon Feiner z ramienia Bundu. Członkami prezydium Rady został Marek Ferdynand Arczyński reprezentant Stronnictwa Demokratycznego, Władysław Bartoszewski z Frontu Odrodzenia Polski, Adolf Berman z ramienia Żydowskiego Komitetu Narodowego (sekretarz), z ramienia Stronnictwa Demokratycznego – Emilia Hiżowa, kierownik referatu żydowskiego przy Delegaturze Rządu – Witold Bieńkowski, z ramienia FOP Ignacy Barski oraz Piotr Gajewski z RPPS.
W marcu 1943 Witold Bieńkowski ps. „Wencki” powołał Referat Żydowski Delegatury Rządu na Kraj. Jego zastępcą w tym referacie został Władysław Bartoszewski. Do zadań tej komórki należało m.in. przekazywanie Radzie funduszy na akcje pomocy i przesyłanie raportów dla rządu w Londynie.

### Prezesi

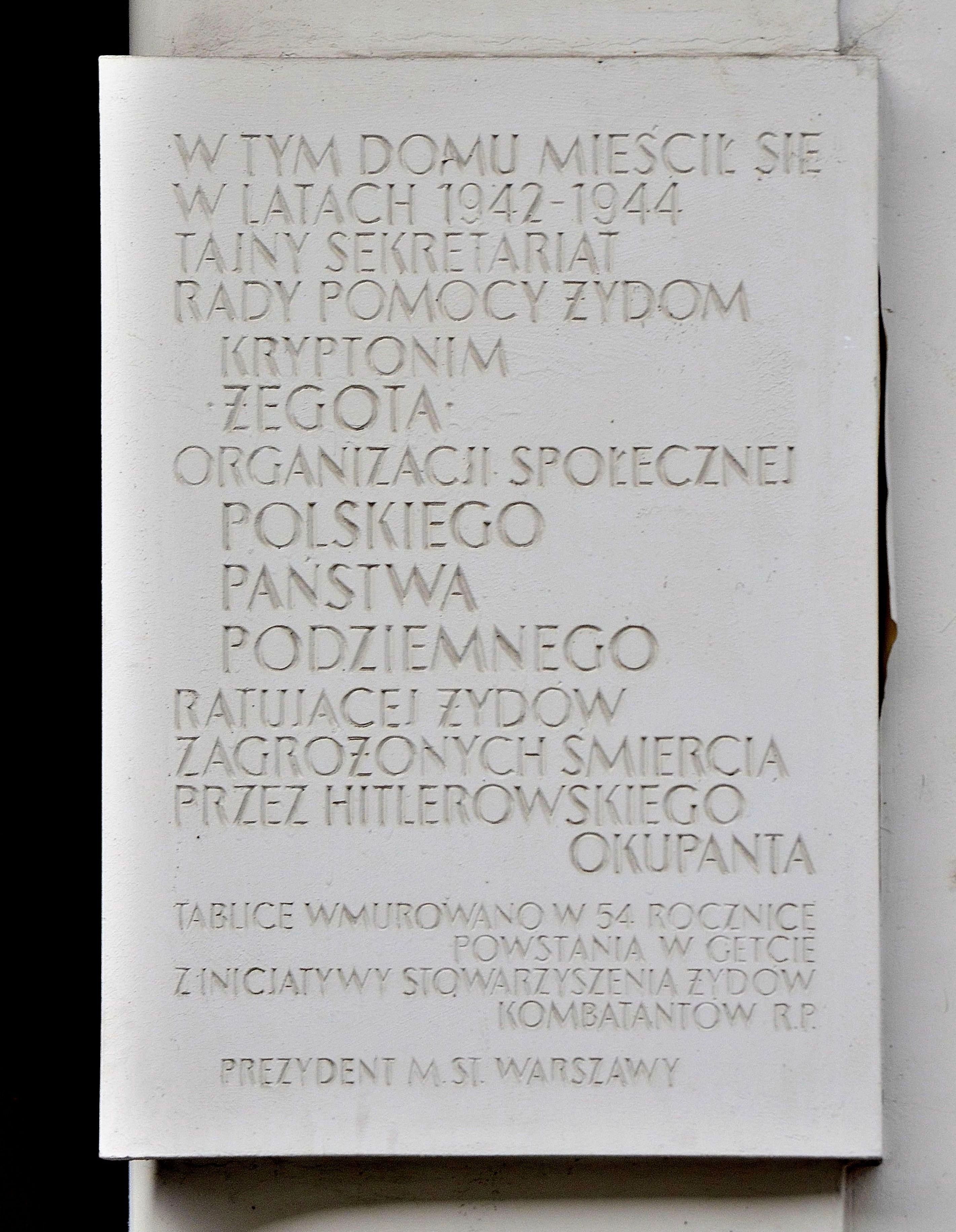
Tablica pamiątkowa przy ul. Żurawiej 24 w Warszawie

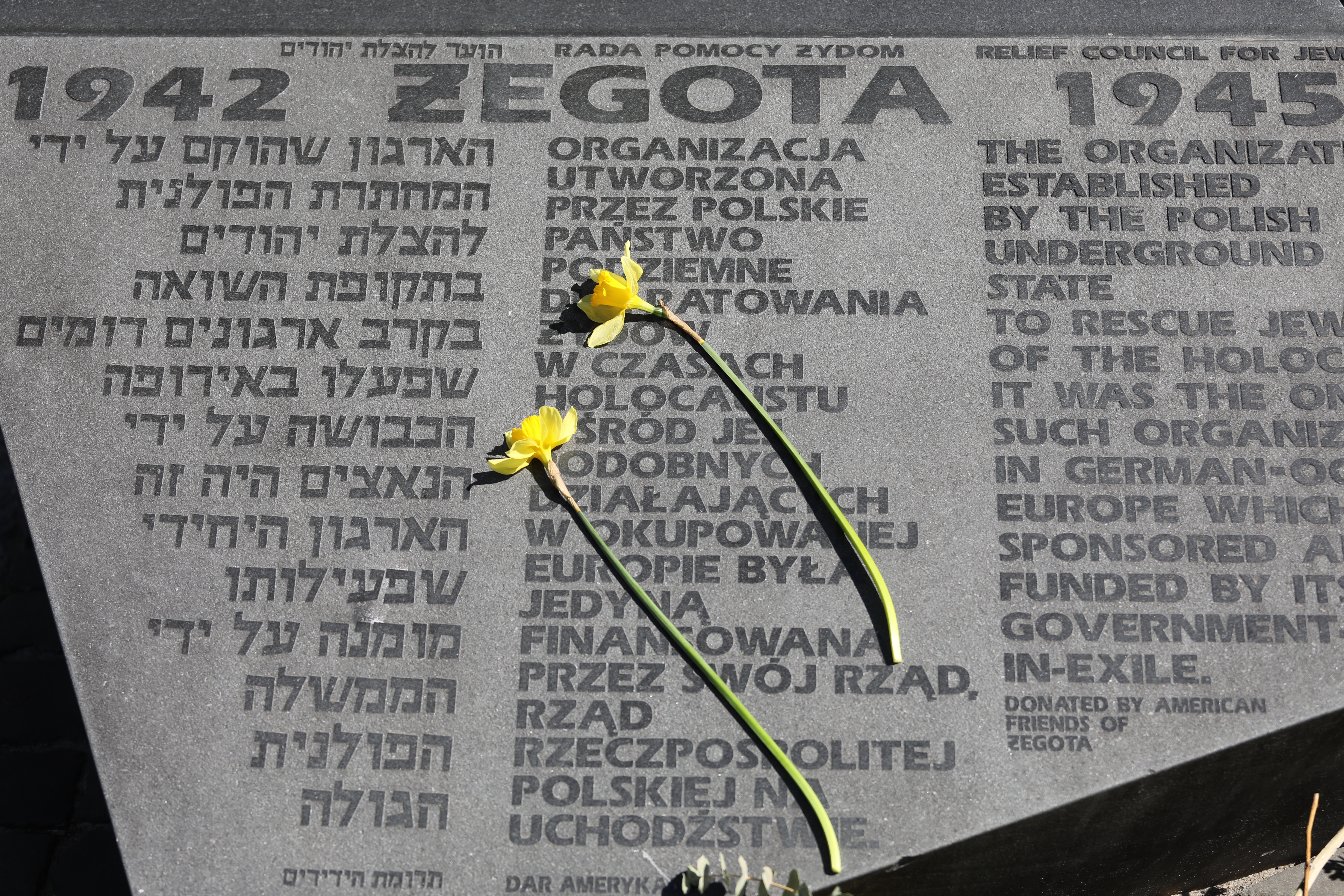
Pomnik Żegoty w Warszawie, Rady Pomocy Żydom przy Delegaturze Rządu RP na Kraj 1942–1945

- Julian Grobelny (PPS-WRN) do lutego 1944
- Roman Jabłonowski (bezp.) maj–lipiec 1944
- Leon Feiner (Bund) listopad 1944–styczeń 1945

## Działalność
Okupacyjne prawo niemieckie w Polsce przewidywało karę śmierci dla osób ukrywających Żydów, dlatego znalezienie schronienia dla nich nie było łatwe. Rada prowadziła pięć rodzajów pomocy: legalizacyjną (np. zdobywanie metryk chrztu), finansową, mieszkaniową, lekarską lub dziecięcą (pomoc dzieciom żydowskim).
Dzieci były niejednokrotnie ukrywane u przybranych rodzin, w publicznych domach sierot i innych tego typu instytucjach. Rodziny ukrywające dzieci otrzymywały środki na ich utrzymanie. W Warszawie referat dziecięcy Żegoty, kierowany od jesieni 1943 przez Irenę Sendlerową, udzielił pomocy ok. 2500 żydowskim dzieciom.
| liczba osób objętych pomocą | gdzie ukrywane                                  |
| --------------------------- | ----------------------------------------------- |
| 1300                        | polskie rodziny                                 |
| 500                         | zakłady prowadzone przez zgromadzenia zakonne   |
| 500                         | zakłady Rady Głównej Opiekuńczej                |
| 200                         | Miejskie Pogotowie Opiekuńcze w Domu ks. Boduen |
| 100                         | partyzantka (nastolatki 15-16 lat)              |

Żegota we współpracy ze wspólnotami zakonnymi, między innymi marianami i urszulankami, zaopatrywała Żydów w katolickie metryki chrztu, które pomagały im ocaleć. W zależności od potrzeb wykonywano także fałszywe kennkarty, świadectwa ślubu, zaświadczenia pracy itd. W sumie wydano Żydom około 50 tysięcy fałszywych dokumentów. Dokumenty wydawano za darmo, a ich ceny na czarnym rynku były bardzo wysokie. Była to bardzo istotna forma pomocy.
Rada udzielała także pomocy finansowej, dane dotyczące pomocy finansowej przedstawiają się następująco.
| okres                 | liczba osób objętych pomocą | miejsce            |
| --------------------- | --------------------------- | ------------------ |
| styczeń-luty 1943     | 200-300                     | Warszawa           |
| czerwiec 1943         | 1000                        | Warszawa           |
| październik 1943      | 1000-1500                   | Warszawa i okolice |
| styczeń-czerwiec 1944 | 3000-4000                   | Warszawa i okolice |

Ważnym aspektem działalności Żegoty była pomoc lekarska. Na ogół polegała ona na interwencji lekarza w miejscu, gdzie ukrywała się dana osoba. Ukrywający się Żydzi unikali opuszczania mieszkań z obawy przed rozpoznaniem przez szmalcowników lub Niemców. Z tego względu nawet skomplikowane operacje chirurgiczne musiały być przeprowadzane w konspiracyjnych, domowych warunkach. W celu organizacji pomocy przedstawiciele Żegoty nawiązali kontakt z przedstawicielami Komitetu Porozumiewawczego Lekarzy Demokratów i Socjalistów, organizacji zrzeszającej lekarzy pomagających rannych członkom AK, GL i Żydom. Kierownictwo referatu lekarskiego Żegoty objął Ludwig Rostkowski.
Według szacunków działaczy Rady do wybuchu powstania warszawskiego w sierpniu 1944 roku na terenie Generalnej Guberni akcją RPŻ (przynajmniej jedną formą pomocy: legalizacyjną, finansową, mieszkaniową, lekarską lub dziecięcą) objętych było 40-50 tys. osób.
Działalność Żegoty w 90% była finansowana ze środków otrzymanych od skarbu państwa delegatury rządu, 10% środków pochodziło od organizacji żydowskich (Bund i Żydowski Komitet Narodowy). Środki skarbu państwa częściowo pochodziły od dotacji pozyskiwanych od żydowskich organizacji międzynarodowych. Zdarzały się też sytuacje, że żydowskie organizacje międzynarodowe dotowały Żegotę bezpośrednio, z pominięciem skarbu państwa. Wszystkie pieniądze dostarczane przez rząd emigracyjny lub organizacje zagraniczne były dostarczane drogą zrzutów powietrznych, które były odbierane przez oddziały AK. Było to niebezpieczne. Część pieniędzy była przechwytywana przez Niemców

## Upamiętnienie

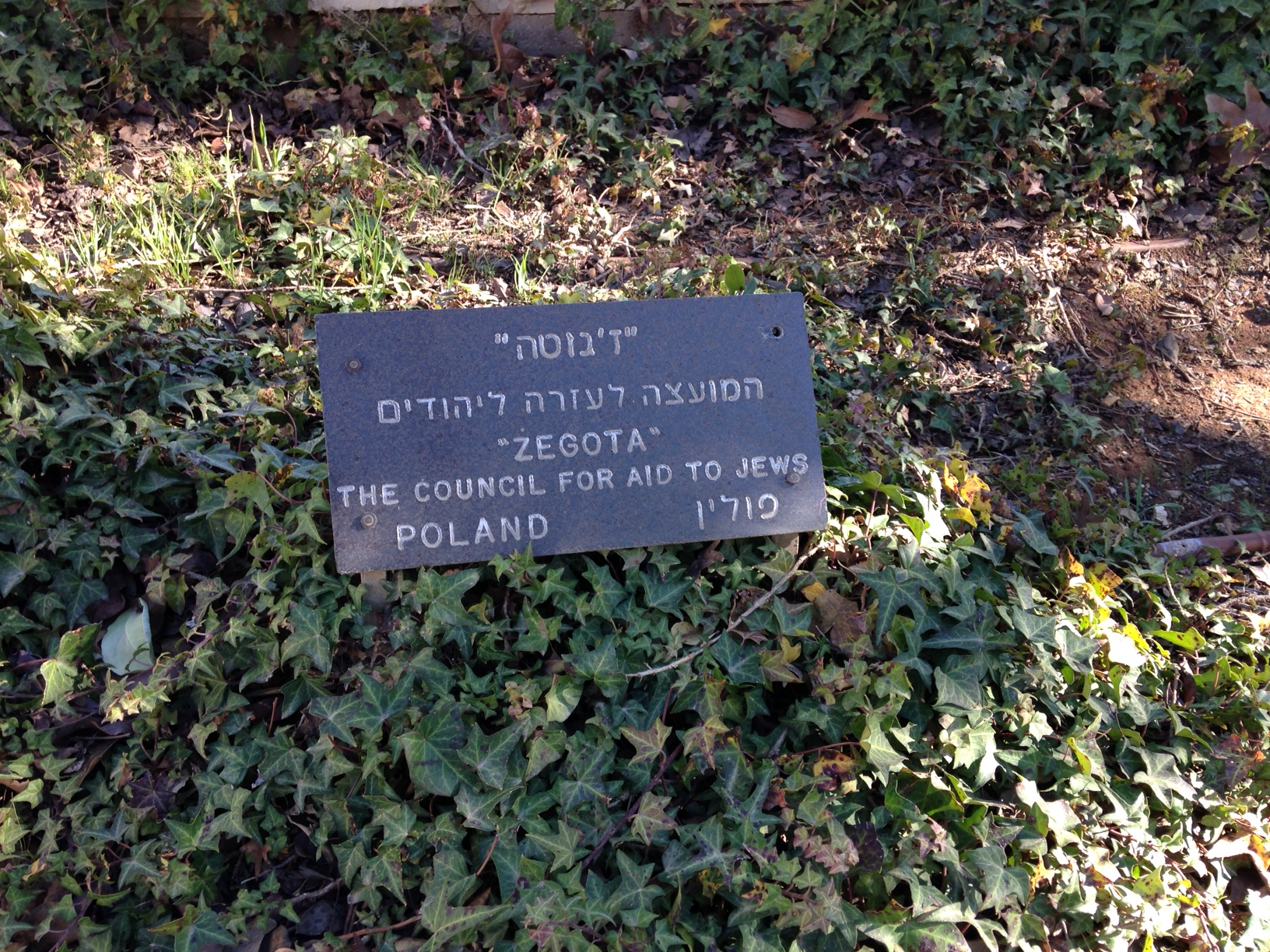
Tabliczka poświęcona Żegocie znajdująca się w Alei Sprawiedliwych w Jad Waszem w Jerozolimie

- Żegota została upamiętniona drzewkiem zasadzonym przez Instytut Jad Waszem w alei Sprawiedliwych w Jerozolimie.
- Pomnik Żegoty w Warszawie
- Tablica upamiętniająca siedzibę sekretariatu Żegoty przy Żurawiej 24 w Warszawie[13].